# Dundee (Minnesota)
Pour les articles homonymes, voir Dundee (homonymie).
Dundee est une ville américaine située dans le Comté de Nobles, dans le Minnesota. Selon le recensement de 2020, sa population est de 73 habitants.